# Зелена мартишка

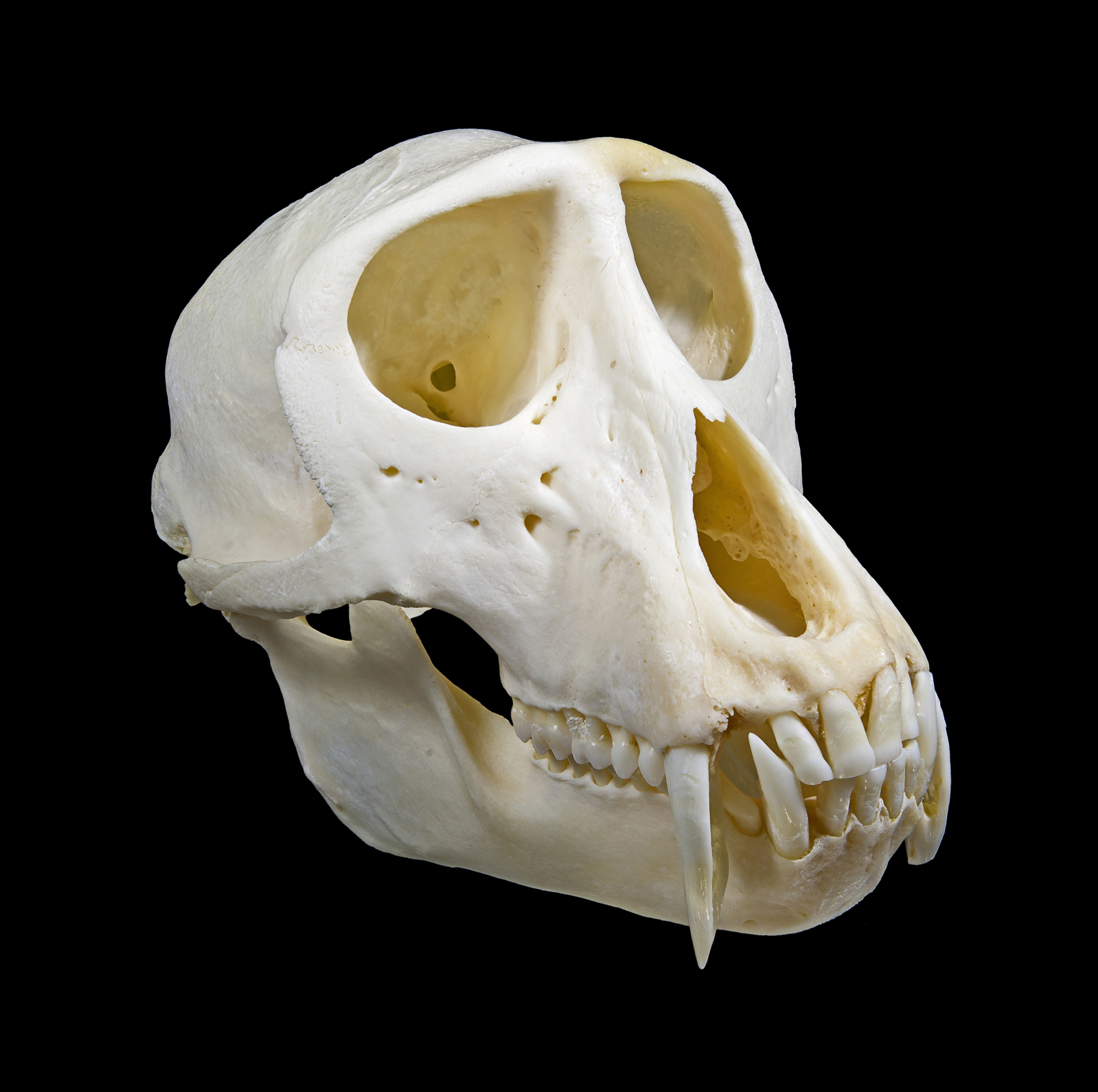
Череп самця

Зелена мартишка (Chlorocebus sabaeus) — представник родини мавпових, це мавпа Старого Світу із золотисто-зеленим хутром і блідними руками та ногами. Кінчик хвоста золотисто-жовтий, як і задні частини ніг та щоки. Ці мавпи не мають помітної смужки хутра на бровах, як інші представники роду Chlorocebus, а самці мають блакитну мошонку.